# Caragonalia carminata
Caragonalia carminata är en insektsart som beskrevs av Victor Antoine Signoret 1855. Caragonalia carminata ingår i släktet Caragonalia och familjen dvärgstritar. Inga underarter finns listade i Catalogue of Life.